# Ion Țiriac Challenger
Ion Țiriac Challenger este un turneu profesionist de tenis care se joacă pe terenuri de zgură. În prezent face parte din ATP Challenger Tour. A fost organizat pentru prima dată la Brașov, România, în 2024.

## Finale

### Simplu
| An   | Campion              | Finalist      | Scor          |
| ---- | -------------------- | ------------- | ------------- |
| 2024 | Murkel Dellien       | Dmitry Popko  | 6–3, 7–5      |
| 2025 | Francesco Maestrelli | Luka Pavlovic | 7–6(9–7), 6–4 |

### Dublu
| An   | Campioni                                         | Finaliști                          | Scor                  |
| ---- | ------------------------------------------------ | ---------------------------------- | --------------------- |
| 2024 | Javier Barranco Cosano Nicolas Moreno de Alboran | Karol Drzewiecki Piotr Matuszewski | 3–6, 6–1, [17–15]     |
| 2025 | Vladyslav Orlov Santiago Rodríguez Taverna       | Alexandru Jecan Bogdan Pavel       | 4–6, 7–6(7–5), [10–7] |